# Larinotus umbilicatus
Larinotus umbilicatus là một loài bọ cánh cứng trong họ Trogossitidae. Loài này được Carter & Zeck miêu tả khoa học năm 1937.